# Liste der Biografien/Schneider, B
Liste der Biografien |
Portal Biografien |
B Personensuche
# |
A |
B |
C |
D |
E |
F |
G |
H |
I |
J |
K |
L |
M |
N |
O |
P |
Q |
R |
S |
T |
U |
V |
W |
X |
Y |
Z |
?
 
Sa |
Sb |
Sc |
Sd |
Se |
Sf |
Sg |
Sh |
Si |
Sj |
Sk |
Sl |
Sm |
Sn |
So |
Sp |
Sq |
Sr |
Ss |
St |
Su |
Sv |
Sw |
Sy |
Sz
 
Sca–Sce |
Sch |
Sci–Scz
 
Scha |
Schc |
Schd |
Sche |
Schg |
Schi |
Schj |
Schk |
Schl |
Schm |
Schn |
Scho |
Schp |
Schr |
Schs |
Scht |
Schu |
Schv |
Schw |
Schy
 
Schna |
Schne |
Schni |
Schno |
Schnu |
Schny
 
Schneb |
Schnec |
Schned |
Schnee |
Schneg |
Schneh |
Schnei |
Schnek |
Schnel |
Schnep |
Schner |
Schnet |
Schneu |
Schnew |
Schney |
Schnez
 
Schneib |
Schneic |
Schneid |
Schneie |
Schneik |
Schneis |
Schneit
 
Schneida |
Schneide |
Schneidh |
Schneidl |
Schneidm |
Schneidr |
Schneidt
 
Schneidem |
Schneiden |
Schneider |
Schneidew
 
Schneider, A |
Schneider, B |
Schneider, C |
Schneider, D |
Schneider, E |
Schneider, F |
Schneider, G |
Schneider, H |
Schneider, I |
Schneider, J |
Schneider, K |
Schneider, L |
Schneider, M |
Schneider, N |
Schneider, O |
Schneider, P |
Schneider, R |
Schneider, S |
Schneider, T |
Schneider, U |
Schneider, V |
Schneider, W |
Schneider, Y |
Schneiderb |
Schneidere |
Schneiderf |
Schneiderh |
Schneiderl |
Schneiderm |
Schneidero |
Schneiders |
Schneiderw
Die Liste der Biografien führt alle Personen auf, die in der deutschsprachigen Wikipedia einen Artikel haben. Dieses ist eine Teilliste mit 33 Einträgen von Personen, deren Namen mit den Buchstaben „Schneider, B“ beginnt.

## Schneider, B

### Schneider, Ba
- Schneider, Balthasar (* 1984), österreichischer Skispringer
- Schneider, Barbara (* 1953), Schweizer Politikerin
- Schneider, Bastian (* 1981), deutscher Schriftsteller

### Schneider, Be
- Schneider, Beate (* 1947), deutsche Kommunikations- und Medienwissenschaftlerin, Hochschullehrerin
- Schneider, Bernadette, österreichische Moderatorin
- Schneider, Bernd (1925–2013), deutscher Politiker (SPD)
- Schneider, Bernd (* 1943), deutscher Altphilologe
- Schneider, Bernd (* 1964), deutscher Autorennfahrer
- Schneider, Bernd (* 1965), deutscher Schachspieler
- Schneider, Bernd (* 1973), deutscher FußballspielerBernd Schneider (* 1973)

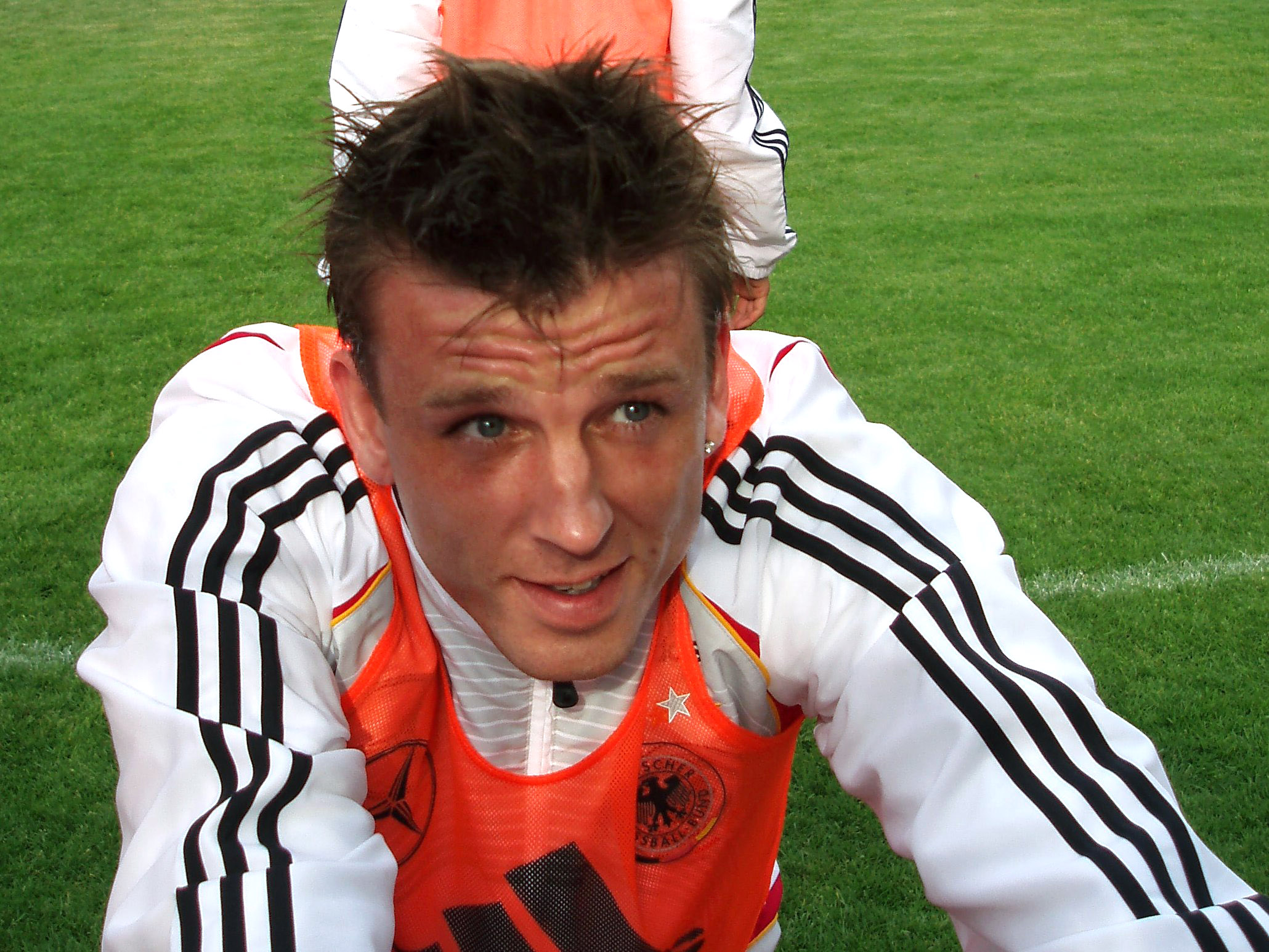
Bernd Schneider (* 1973)

- Schneider, Bernhard, deutscher Brigadegeneral der Bundeswehr
- Schneider, Bernhard (1843–1907), deutsch-amerikanischer Landschaftsmaler und Fotograf
- Schneider, Bernhard (* 1957), deutscher Jurist und Richter am Bundesgerichtshof
- Schneider, Bernhard (* 1958), Schweizer Historiker und Publizist
- Schneider, Bernhard (* 1959), deutscher römisch-katholischer Theologe (Kirchenhistoriker)
- Schneider, Bernhard (* 1967), deutscher Konzert- und Opernsänger (Tenor)
- Schneider, Bert (1933–2011), US-amerikanischer Filmproduzent
- Schneider, Bert (1936–2009), österreichischer Motorradrennfahrer
- Schneider, Berthold (* 1932), deutscher Biometriker
- Schneider, Berthold (* 1952), deutscher Chirurg
- Schneider, Berthold (* 1965), deutscher Dramaturg und Operndirektor

### Schneider, Bi
- Schneider, Birgit (1954–2007), deutsche Bibliothekswissenschaftlerin
- Schneider, Birgit (* 1971), deutsche Geowissenschaftlerin, Klimaforscherin und Hochschullehrerin
- Schneider, Birgit (* 1972), deutsche Bild- und Medienwissenschaftlerin

### Schneider, Bj
- Schneider, Björn (* 1973), Schweizer Eishockeyspieler

### Schneider, Bo
- Schneider, Bob (* 1962), deutscher Schauspieler, Kabarettist, Travestiekünstler und Autor

### Schneider, Br
- Schneider, Brad (* 1961), US-amerikanischer Politiker
- Schneider, Braden (* 2001), kanadischer Eishockeyspieler
- Schneider, Bruno (1886–1969), deutscher Politiker (DNVP), MdR
- Schneider, Bruno (* 1957), Schweizer Hornist

### Schneider, Bu
- Schneider, Burghard (* 1944), deutscher Politiker (SPD)
- Schneider, Burkhart (1917–1976), deutscher römisch-katholischer Theologe
- Schneider, Buzz (* 1954), US-amerikanischer Eishockeyspieler